# Ердут
45°32′ пн. ш. 19°04′ сх. д. / 45.53° пн. ш. 19.06° сх. д.
Ердут (хорв. Erdut) — громада і населений пункт в Хорватії.
Громада Ердут знаходиться в східній частині Хорватії в Осієцько-Баранській жупанії. Громада розташовується за 30 км від міста Осієк.

## Демографія
Населення громади за даними перепису 2011 року становило 7 308 осіб, 3 з яких назвали рідною українську мову. Національний склад має такий вигляд:
- 54,56% серби — 3987 чол.
- 37,96% хорвати — 2774 чол.
- 5,06% угорці — 370 чол.
- 0,33% німці — 24 чол.
- 0,22% македонці — 16 чол.
- 0,15% цигани — 11 чол.

Населення самого поселення становило 805 осіб.
Динаміка чисельності населення громади:
Динаміка чисельності населення центру громади:

## Населені пункти
Крім поселення Ердут, до громади також входять: 
- Альмаш
- Бієло Брдо
- Даль

## Клімат
Середня річна температура становить 11,08°C, середня максимальна – 25,00°C, а середня мінімальна – -5,12°C. Середня річна кількість опадів – 624 мм.
| Клімат поселення                              | Клімат поселення | Клімат поселення | Клімат поселення | Клімат поселення | Клімат поселення | Клімат поселення | Клімат поселення | Клімат поселення | Клімат поселення | Клімат поселення | Клімат поселення | Клімат поселення | Клімат поселення |
| Показник                                      | Січ.             | Лют.             | Бер.             | Квіт.            | Трав.            | Черв.            | Лип.             | Серп.            | Вер.             | Жовт.            | Лист.            | Груд.            |                  |
| Середній максимум, °C                         | 6,04             | 7,54             | 11,98            | 16,71            | 22,02            | 25,00            | 24,88            | 24,57            | 20,42            | 15,04            | 9,14             | 5,31             |                  |
| Середня температура, °C                       | 0,48             | 1,96             | 6,44             | 11,14            | 16,44            | 19,44            | 21,20            | 20,86            | 16,71            | 11,34            | 5,42             | 1,61             |                  |
| Середній мінімум, °C                          | −5,12            | −3,6             | 0,83             | 5,58             | 10,90            | 13,86            | 17,48            | 17,17            | 13,00            | 7,61             | 1,73             | −2,08            |                  |
| Норма опадів, мм                              | 39               | 35               | 37               | 51               | 57               | 80               | 65               | 58               | 47               | 49               | 57               | 49               |                  |
| Середньомісячна швидкість вітру, м/с          | 2.41             | 2.62             | 3.00             | 2.90             | 2.58             | 2.31             | 2.30             | 2.10             | 2.10             | 2.31             | 2.40             | 2.44             |                  |
| Середньомісячна сонячна радіація, кДж/м²·день | 4291             | 7022             | 11121            | 15621            | 19604            | 21914            | 22410            | 20313            | 15093            | 9541             | 4874             | 3590             |                  |
| --------------------------------------------- | ---------------- | ---------------- | ---------------- | ---------------- | ---------------- | ---------------- | ---------------- | ---------------- | ---------------- | ---------------- | ---------------- | ---------------- | ---------------- |
| Джерело:                                      |                  |                  |                  |                  |                  |                  |                  |                  |                  |                  |                  |                  |                  |